# Iron Maiden (песен)
Iron Maiden е последната песен от едноименния албум на британската хевиметъл група Iron Maiden. Написана е от Стив Харис и е включена в „The Soundhouse Tapes“. В оригиналния запис китарите се изпълняват от Денис Стратън и Дейв Мъри. Песента е една от емблематичните за групата и обикновено се изпълнява към края на всеки концерт.
Концертен видео запис е излъчен на 16-о място при пускането на MTV, с което става първото метъл видео пускано по MTV (има спорове по този въпрос, тъй като две места преди него е излъчено парчето „Just Between You and Me“ на April Wine, които са считани за метъл според някои източници). По време на изпълняването ѝ на концерти, на сцената излиза голяма кукла на талисмана на групата Еди. Парчето се изпълнява задължително на концерти още от написването му.
През 2008 г., Trivium правят негов кавър за албума „Maiden Heaven: A Tribute to Iron Maiden“.

## Състав
- Пол Ди'Ано – вокал
- Дейв Мъри – китара
- Денис Стратън – китара
- Стив Харис – бас
- Клиф Бър – барабани

|  | Тази страница частично или изцяло представлява превод на страницата Iron Maiden (song) в Уикипедия на английски. Оригиналният текст, както и този превод, са защитени от Лиценза „Криейтив Комънс – Признание – Споделяне на споделеното“, а за съдържание, създадено преди юни 2009 година – от Лиценза за свободна документация на ГНУ. Прегледайте историята на редакциите на оригиналната страница, както и на преводната страница, за да видите списъка на съавторите. ВАЖНО: Този шаблон се отнася единствено до авторските права върху съдържанието на статията. Добавянето му не отменя изискването да се посочват конкретни източници на твърденията, които да бъдат благонадеждни. |

1. ↑  online.gema.de